# Castrop-Rauxel Hauptbahnhof
Der Bahnhof Castrop-Rauxel Hauptbahnhof liegt im Ortskern des Castrop-Rauxeler Stadtteils Rauxel. Er ist neben Recklinghausen Hauptbahnhof der einzige als Hauptbahnhof bezeichnete Bahnhof im Kreis Recklinghausen.

## Geschichte
Der Bahnhof liegt an der Bahnstrecke Duisburg–Dortmund der ehemaligen Köln-Mindener Eisenbahn-Gesellschaft, einem Teilabschnitt ihrer Stammstrecke von (Cöln-)Deutz nach Minden. Mit Eröffnung dieses Teilstücks am 15. Mai 1847 wurde er als Haltepunkt Castrop dem Personenverkehr übergeben und bis 1862 zum Bahnhof mit Güterverkehrsabfertigung erweitert.
Ende des 19. Jahrhunderts erfolgte im Hinblick auf die Lage im seinerzeitigen Amt Rauxel die erste Umbenennung in Bahnhof Rauxel. Nach der Gemeindereform von 1926, die unter anderem den Zusammenschluss der Stadt Castrop mit dem Amt Rauxel bewirkte, erhielt der Bahnhof aufgrund seiner Bedeutung für die neu gebildete Stadt den Namen Castrop-Rauxel Hbf.
Nach schweren Kriegszerstörungen erfolgte ein Wiederaufbau in vereinfachter Form.

## Anlagen
Der Bahnhof verfügt über einen Seitenbahnsteig als Hausbahnsteig und einen Mittelbahnsteig. Beide Bahnsteige sind barrierefrei ausgebaut und verfügen über Aufzüge. Nördlich der Personengleise liegen mehrere Durchgangs- und Aufstellgleise, auch ein Gleisanschluss zu Rütgers Chemicals geht hier ab.

## Bedeutung/Zugangebot
Castrop-Rauxel Hauptbahnhof wird ausschließlich von Zügen des öffentlichen Personennah- und Regionalverkehrs angefahren. Einmal stündlich hält hier der Regional-Express RE 3 „Rhein-Emscher-Express“ über u. a. Dortmund Hbf nach Hamm (Westf) und in Gegenrichtung über u. a. Wanne-Eickel Hbf, Gelsenkirchen Hbf, Oberhausen Hbf, Duisburg Hbf, Bahnhof Düsseldorf Flughafen nach Düsseldorf Hbf. Die Züge werden von der Eurobahn mit Stadler-Flirt-Fahrzeugen betrieben. Ebenfalls stündlich verkehrt hier die Linie RB 32 Rhein-Emscher-Bahn von DB Regio NRW, aber nur bis Duisburg oder Dortmund. Diese Linie werden mit Flirt3XL Fahrzeugen von Stadler Rail betrieben.
Außerdem verkehrt die Linie S 2 der S-Bahn-Rhein-Ruhr, betrieben von DB Regio NRW. Diese fährt Richtung Osten nach Dortmund Hbf im 30-Minuten-Takt. Richtung Westen gibt es diesen Takt nur bis Herne. Ab Herne fährt ein Zug pro Stunde nach Recklinghausen Hbf und der andere über Wanne-Eickel Hbf und Gelsenkirchen Hbf nach Essen Hbf.
Auch die Linie RE3 des geplanten Rhein-Ruhr-Express verläuft über Castrop-Rauxel Hbf.
| Linie | Linienverlauf | Takt                                          | Betreiber |
| ----- | --- | --------------------------------------------- | --------- |
| RE 3  | Rhein-Emscher-Express: Düsseldorf Hbf – Düsseldorf Flughafen – Duisburg Hbf – Oberhausen Hbf – Essen-Altenessen – Gelsenkirchen Hbf – Wanne-Eickel Hbf – Herne – Castrop-Rauxel Hbf – Dortmund-Mengede – Dortmund Hbf – Dortmund-Scharnhorst – Dortmund-Kurl – Kamen-Methler – Kamen – Bönen-Nordbögge – Hamm (Westf) Hbf Stand: Fahrplanwechsel Dezember 2023 | 60 min                                        | eurobahn  |
| RB 32 | Rhein-Emscher-Bahn: Duisburg Hbf – Oberhausen Hbf – Essen-Dellwig – Essen-Bergeborbeck – Essen-Altenessen – Essen Zollverein Nord – Gelsenkirchen Hbf – Wanne-Eickel Hbf – Herne – Castrop-Rauxel Hbf – Dortmund-Mengede – Dortmund Hbf Stand: Fahrplanwechsel Dezember 2021                                                                                   | 60 min                                        | DB Regio  |
| S 2   | Hauptlinienweg: Dortmund Hbf – DO-Dorstfeld – DO-Wischlingen – DO-Huckarde – DO-Westerfilde – DO-Nette/Oestrich – DO-Mengede – Castrop-Rauxel Hbf – Herne – Linienast 1: Wanne-Eickel Hbf –Gelsenkirchen Hbf – GE-Rotthausen – E-Kray Nord – Essen Hbf Linienast 2: Recklinghausen Süd – Recklinghausen Hbf Stand: Fahrplanwechsel Dezember 2023               | 30 min (Hauptlinienweg) 60 min (je Linienast) | DB Regio  |

Neben dem Hauptbahnhof befinden sich auf Castrop-Rauxeler Stadtgebiet die Haltepunkte Castrop-Rauxel Süd und Castrop-Rauxel-Merklinde; dort verkehrt im Stundentakt die Regionalbahn der Linie RB 43 Emschertalbahn von Dortmund Hbf über Herne nach Dorsten. Diese Strecke verläuft nicht über Castrop-Rauxel Hauptbahnhof.

## ÖPNV
In Castrop-Rauxel fahren insgesamt 16 Buslinien der BOGESTRA (Linien 353, 364, 378), der DSW21 (480, 481, 482, NE11), der Straßenbahn Herne–Castrop-Rauxel (311, 324, 341, 347, 351, 361) und der Vestische Straßenbahnen (233, 237, SB22). Der Städteschnellbus (SB22) verbindet Castrop-Rauxel mit Datteln. Zudem verkehrt eine Nachtexpresslinie (NE11) als Ringlinie zwischen Ickern/Henrichenburg und Dortmund-Innenstadt. Von Mai 2011 bis 2013 verkehrte ausschließlich sonn- und feiertags der Vestische Fahrradbus als Linie 200 von Castrop-Rauxel nach Haltern am See.
Die meisten Buslinien fahren Stadtgrenzen überschreitend. Zentrale Haltestelle der Buslinien ist der Busbahnhof am Münsterplatz in der Castroper Innenstadt.
Folgende Buslinien fahren den Haltepunkt Castrop-Rauxel Hauptbahnhof an:
| Linie | Strecke | Takt (Mo–Fr) | Betreiber |
| ----- | --- | ------------ | --------- |
| SB22  | Datteln Bus Bf – Beisenkampsiedlung – Hagem Vestische Kinderklinik – Dümmer Böckenheckstr. – Meckinghoven Neuer Weg – Datteln Bf – Henrichenburg – Habinghorst – Castrop-Rauxel Hbf – Europaplatz – Castrop Münsterplatz | 30 min       | Vestische |
| 237   | Recklinghausen Hbf – Hillen – Hillerheide – Röllinghausen – König Ludwig – Herne, Pantringshof – Castrop-Rauxel-Pöppinghausen – Habinghorst – Castrop-Rauxel Hbf – Europaplatz – Castrop Münsterplatz | 60 min       | Vestische |
| 480   | Ickern Nord – Ickern – Habinghorst – Castrop-Rauxel Hbf – Europaplatz – Castrop Münsterplatz – Schwerin – Frohlinde – DO-Kirchlinde Zentrum – DO-Marten Süd S | 20 min       | DSW21     |
| 481   | Becklem – Henrichenburg – Hagenstr. – Habinghorst Friedhof – Castrop-Rauxel Hbf – Waldfriedhof – Europaplatz – Evangelisches Krankenhaus – Castrop Betriebshof – Castrop Münsterplatz sonntags verkehrt die Linie nur im Abschnitt zwischen Henrichenburg Mitte und Evangelisches Krankenhaus                                                             | 60 min       | DSW21     |
| 482   | Schwerin Seniorenheim – Castrop Münsterplatz – Europaplatz – Castrop-Rauxel Hbf – Habinghorst – Aapwiesen – Ickern – Lerchenstr. – DO-Brüninghausen – DO-Mengede Bahnhof im Abendverkehr nur zwischen Münsterplatz und Ickern Markt | 20 min       | DSW21     |
| NE11  | Ringlinie: Ickern Markt – Aapwiesen – Henrichenburg – Habinghorst – Castrop-Rauxel Hbf – Europaplatz – Castrop Münsterplatz – Schwerin – Frohlinde – DO-Kirchlinde Zentrum – Dortmund Reinoldikirche – Kirchlinde Zentrum – CAS-Frohlinde – Schwerin – Castrop Münsterplatz – Europaplatz – Castrop-Rauxel Hbf – Habinghorst – Lerchenstr. – Ickern Markt | 60 min       | DSW21     |

Des Weiteren ist im Bebauungsplan weiterhin der Ausbau der Stadtbahnlinie von Dortmund-Westerfilde über Castrop-Rauxel-Frohlinde, Merklinde und Münsterplatz (Busbahnhof) zum Hauptbahnhof geplant.
Für den gesamten öffentlichen Personennahverkehr gilt der Tarif des Verkehrsverbundes Rhein-Ruhr (VRR). Tarifraumüberschreitend gilt der NRW-Tarif.

## Bildergalerie

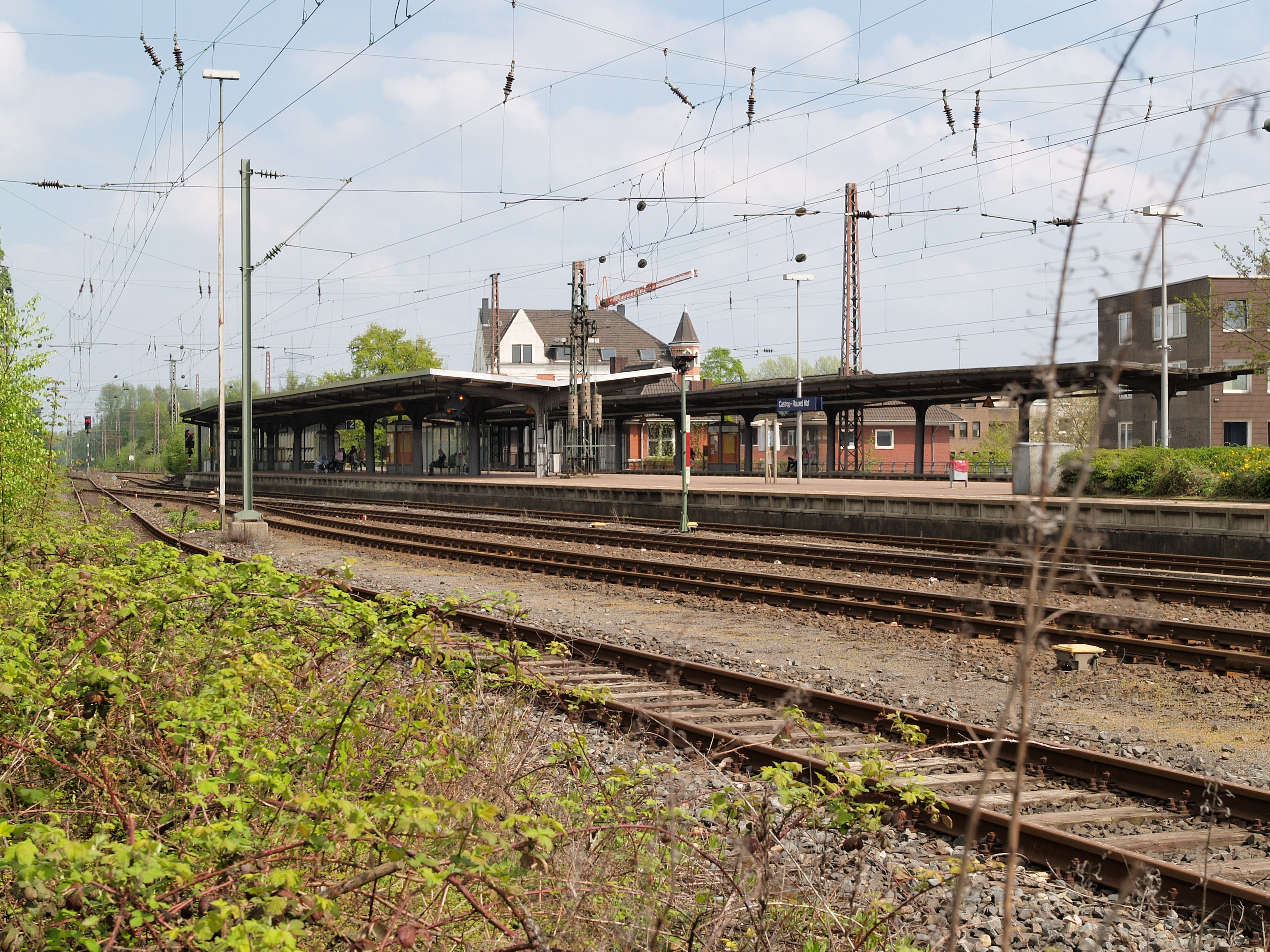
Castrop-Rauxel Hbf, Bahnsteige
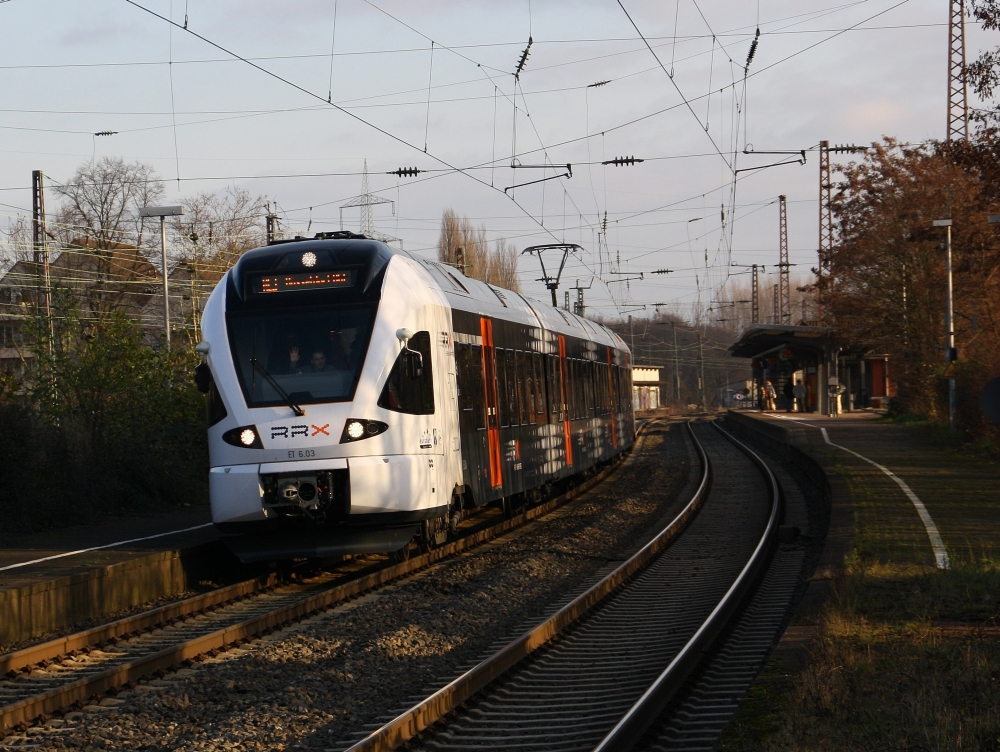
ET 6.03 der Eurobahn verlässt den Hbf als RE3 Richtung Düsseldorf (2010)
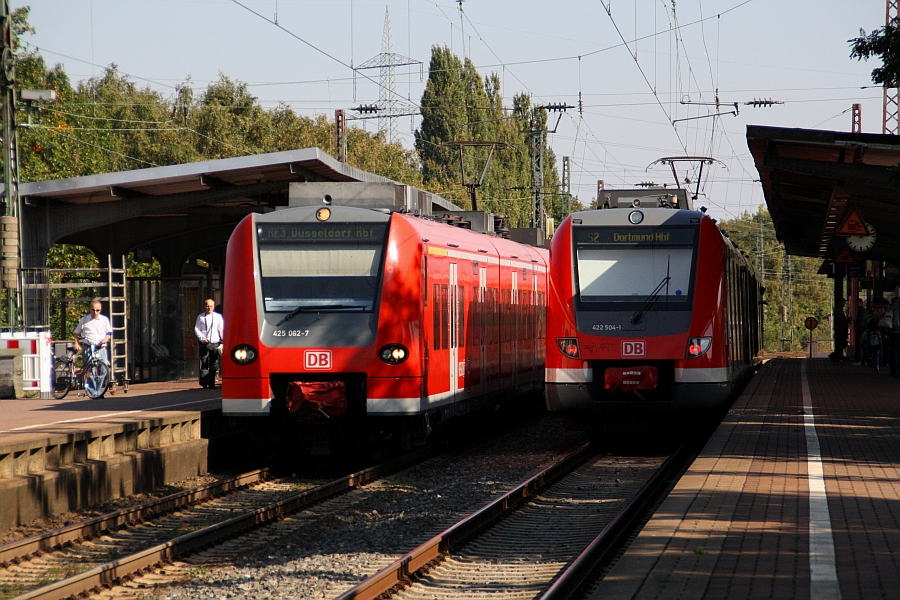
Links Triebwagen der Baureihe 425 der DB als RE3 Richtung Düsseldorf, rechts Triebwagen der Baureihe 422 der DB als S2 Richtung Dortmund (2009)